# Isaac Watt Boulton
Isaac Watt Boulton (* 1823 in Stockport; † Juni 1899) war ein britischer Ingenieur und Gründer des Lokomotiven-Vermietungsgeschäfts Boulton's Siding.

## Leben
Boulton wurde in Stockport in England geboren. Er war der Sohn von John Boulton aus Glossop, der verwandt war mit Matthew Boulton von Boulton & Watt. Boulton hatte vier Söhne (einer davon namens James Watt Boulton) und eine Tochter.

## Werk
1841 begann Boulton eine Lehre bei der Sheffield, Ashton-under-Lyne and Manchester Railway unter Richard Peacock. Später trat er in das Kanalbootsgeschäft seines Vaters ein und blieb dort bis 1845.
Anschließend gründete er ein Ingenieurbüro, von dem wenig bekannt ist, außer dass er mindestens einen Dampfwagen baute (wahrscheinlich ähnlich wie die von Richard Trevithick und Goldsworthy Gurney) und mindestens ein Dampfboot.
1854 arbeitete er in der Lokomotiv-Abteilung der Manchester, Sheffield and Lincolnshire Railway in den Lokomotiv-Werken in Gorton. Er verließ sie 1856 und begann ein anderes Ingenieurgeschäft in der Portland Street in Ashton-under-Lyne, wo er Dampfmaschinen verschiedener Art baute und reparierte.
Zwischen 1858 und 1859 kaufte er drei Dampflokomotiven aus zweiter Hand (2-2-0-Tenderlokomotiven, gebaut von Bury, Curtis and Kennedy) und begann, sie zeitweise zu vermieten. Die Lokomotiv-Vermietung wuchs und so wurde eine Verbindung zur nächsten Eisenbahnlinie erforderlich. Das führte 1864 zum Bau von Boulton's Siding entlang dem Oldham-Zweig der Manchester, Sheffield and Lincolnshire Railway.